# Collisione aerea delle San Gabriel Mountains
La collisione aerea delle San Gabriel Mountains è stato un sinistro aviatorio avvenuto il 6 giugno 1971 nei pressi dell'omonima catena montuosa ai danni del Volo Hughes Airwest 706, un volo di linea regolare operato dalla compagnia aerea nazionale americana Hughes Airwest da Los Angeles verso Seattle con diversi scali intermedi, e un McDonnell Douglas F-4 Phantom II del Corpo dei Marines degli Stati Uniti, uccidendo tutti i passeggeri e i membri dell'equipaggio del DC-9.
Il volo 706 era partito da Los Angeles poco dopo le 18 in rotta verso Seattle. L'F-4 Phantom stava arrivando alla base di El Toro vicino a Irvine, in California, al termine di un volo dalla Naval Air Station Fallon in Nevada. Il pilota dell'F-4 e tutti i 49 a bordo dell'aereo di linea civile perirono nella collisione sulle montagne di San Gabriel, vicino a Duarte. Solo il RIO (Radar Intercept Officer, l'ufficiale di intercettamento radar) dell'F-4 è sopravvissuto.
Lo schianto del volo 706 spinse le forze armate degli Stati Uniti ad accettare sia di ridurre il numero di aerei militari che operano secondo le regole del volo a vista nei corridoi aerei civili, sia di richiedere agli aerei militari di contattare i controllori del traffico aereo civile.

## Cronologia dei voli
Il volo 706 era un volo passeggeri di linea partito dall'aeroporto internazionale di Los Angeles, California, diretto all'aeroporto internazionale di Seattle-Tacoma, Washington. Il velivolo era un McDonnell Douglas DC-9-31 che aveva accumulato più di 5.500 ore di volo da quando era entrato in servizio nel 1969. Operava con la livrea e il nome di Air West, anche se la compagnia era stata recentemente acquistata da Howard Hughes e ribattezzata Hughes Airwest. L'aereo era pilotato dal comandante Theodore Nicolay, 50 anni, che aveva registrato circa 15.500 ore di volo totali, con più di 2.500 ore sul DC-9. Il suo copilota era il primo ufficiale Price Bruner, 49 anni, che aveva oltre 17.100 ore di volo totali e quasi 300 ore in DC-9.
Il volo 706 è partito da Los Angeles alle 18:02 PDT, diretto a Salt Lake City, Utah, il primo dei cinque scali intermedi, seguito da Boise e Lewiston in Idaho, e Pasco e Yakima a Washington prima di terminare a Seattle. Il controllo del volo è stato trasferito al Los Angeles Air Route Traffic Control Center alle 18:06, quattro minuti dopo il decollo, e ha attraversato 12.000 piedi (3.700 m) alle 18:09 e ha ricevuto istruzioni di dirigersi sulla 040 (magnetica) fino a ricevere il segnale Daggett VOR, poi diretto. La conferma di questa istruzione da parte del volo 706 è stata l'ultima trasmissione radio ricevuta dall'aereo.
L'F-4B-18-MC Phantom II del Corpo dei Marines degli Stati Uniti, numero ufficio (BuNo) 151458, codice "458", era in servizio dal 15 aprile 1964. Al momento dell'incidente, era assegnato al Marine Fighter Attack Squadron 323, Marine Aircraft Group 11, 3rd Marine Air Wing, sebbene prima fosse stato gestito da vari squadroni. L'aereo da caccia era pilotato dal primo tenente James R. Phillips, 27 anni. L'ufficiale di intercettazione radar era il primo tenente Christopher E. Schiess, 24 anni. Complessivamente, l'equipaggio aveva più di 1.000 ore di volo totali. Il jet e il suo equipaggio avevano sede presso l'MCAS El Toro nella Contea di Orange, vicino a Irvine.
Il "458" faceva parte di un volo di attraversamento del paese di due aerei quando la sua radio si è guastata durante l'atterraggio alla Base Aeronautica di Mountain Home, nel sud-ovest dell'Idaho. Secondo gli ordini di routine, l'aereo doveva effettuare le riparazioni a Mountain Home AFB e poi tornare all'MCAS El Toro. I test diagnostici a Mountain Home hanno rivelato che l'aereo aveva una radio non funzionante, un transponder non funzionante, una perdita nel sistema di ossigeno e un sistema radar degradato. Il personale di manutenzione è stato in grado di riparare la radio e confermare la perdita di ossigeno, ma la base non aveva il personale necessario per riparare né il transponder né il radar.
Nonostante il transponder non funzionante, Phillips ricevette comunque il permesso dai suoi superiori di pilotare l'F-4B. Mentre il caccia procedeva verso il NAS Fallon in Nevada, la perdita di ossigeno si deteriorò fino a quando il sistema fu completamente disabilitato e al pilota fu ordinato di volare a bassa quota. Il Phantom II è partito dal NAS Fallon alle 17:16 seguendo un piano di volo che attraversava i corridoi aerei di Fresno, Bakersfield e Los Angeles.
Il volo 706 operava secondo le regole del volo strumentale (IFR). Nelle procedure IFR, il pilota guida l'aereo utilizzando il pannello degli strumenti della cabina di pilotaggio per la navigazione, oltre alla guida via radio dei controllori del traffico aereo e al radar di terra. BuNo 151458 operava secondo le regole del volo a vista (VFR). Al momento dell'incidente, la VFR richiedeva ai piloti di "vedere ed evitare" altri velivoli, una dottrina che risale agli albori dell'aviazione. La regola "vedere ed evitare" richiede che i piloti di tutti gli aerei che volano in VMC mantengano la vigilanza per gli altri aerei che volano nelle loro vicinanze, oltre agli avvisi sul traffico dell'ATC.

## La collisione
Vicino alla stazione di servizio di volo di Bakersfield, l'equipaggio del "458" ha deciso di deviare verso est dal piano di volo per evitare il traffico aereo intenso nell'area di Los Angeles. Phillips è stato costretto a salire a 15.500 piedi (4.700 m) da 1.000 piedi (300 m) a causa del peggioramento delle condizioni meteorologiche. Nel frattempo, poco dopo il decollo, il volo 706 ricevette due avvisi di traffico radar, nessuno dei quali indicava la presenza del "458". Subito dopo aver raggiunto i 15.500 piedi (4.700 m), il DME (radio) del caccia mostrò che l'MCAS El Toro era a 50 miglia nautiche (93 km; 58 mi) di distanza. Il pilota del "458" ha quindi eseguito un rollio dell'alettone, una manovra di volo che ha fatto ruotare l'aereo di 360° per consentire al pilota di osservare il traffico aereo sopra o sotto l'aereo. Schiess, l'ufficiale di intercettazione radar, stava azionando il radar del caccia, che non era in grado di rilevare alcun aereo a causa delle sue condizioni deteriorate. A causa della posizione retratta del telescopio, si era sporto in avanti e guardava lo strumento in basso. Tra i tre e i dieci secondi prima della collisione, alzò lo sguardo, improvvisamente osservò il DC-9 nella sua visione periferica e gridò un avvertimento al pilota. Il pilota ha tentato un rollio evasivo, ma non è stato in grado di superare l'aereo di linea in arrivo.
Intorno alle 18:11, il volo 706 e il volo "458" entrarono in collisione a circa 4.620 m di altitudine, sopra le San Gabriel Mountains nelle vicinanze di Duarte. La collisione strappò la coda dell'F-4 e di conseguenza la cabina di pilotaggio del DC-9 fu strappata via. L'aereo di linea colpito "ruotò" nell'aria e precipitò verso il basso. Testimoni nella vicina Duarte hanno riferito di aver sentito un forte rumore e di aver visto due oggetti in fiamme cadere dal cielo. Una seconda esplosione scosse l'area quando il DC-9 colpì la montagna. Schiess si eiettò dall'F-4B e si paracadutò in salvo; Phillips, il pilota, non è riuscito a eiettarsi ed è rimasto ucciso nello schianto. L'F-4B si schiantò sul Monte Bliss, a circa 1,6 km dai rottami dell'aereo di linea. I detriti in fiamme derivanti dalla collisione e dai successivi incidenti hanno provocato numerosi piccoli incendi nella zona. I rottami erano sparsi su un miglio di terreno quasi inaccessibile nella Angeles National Forest.

## Le indagini

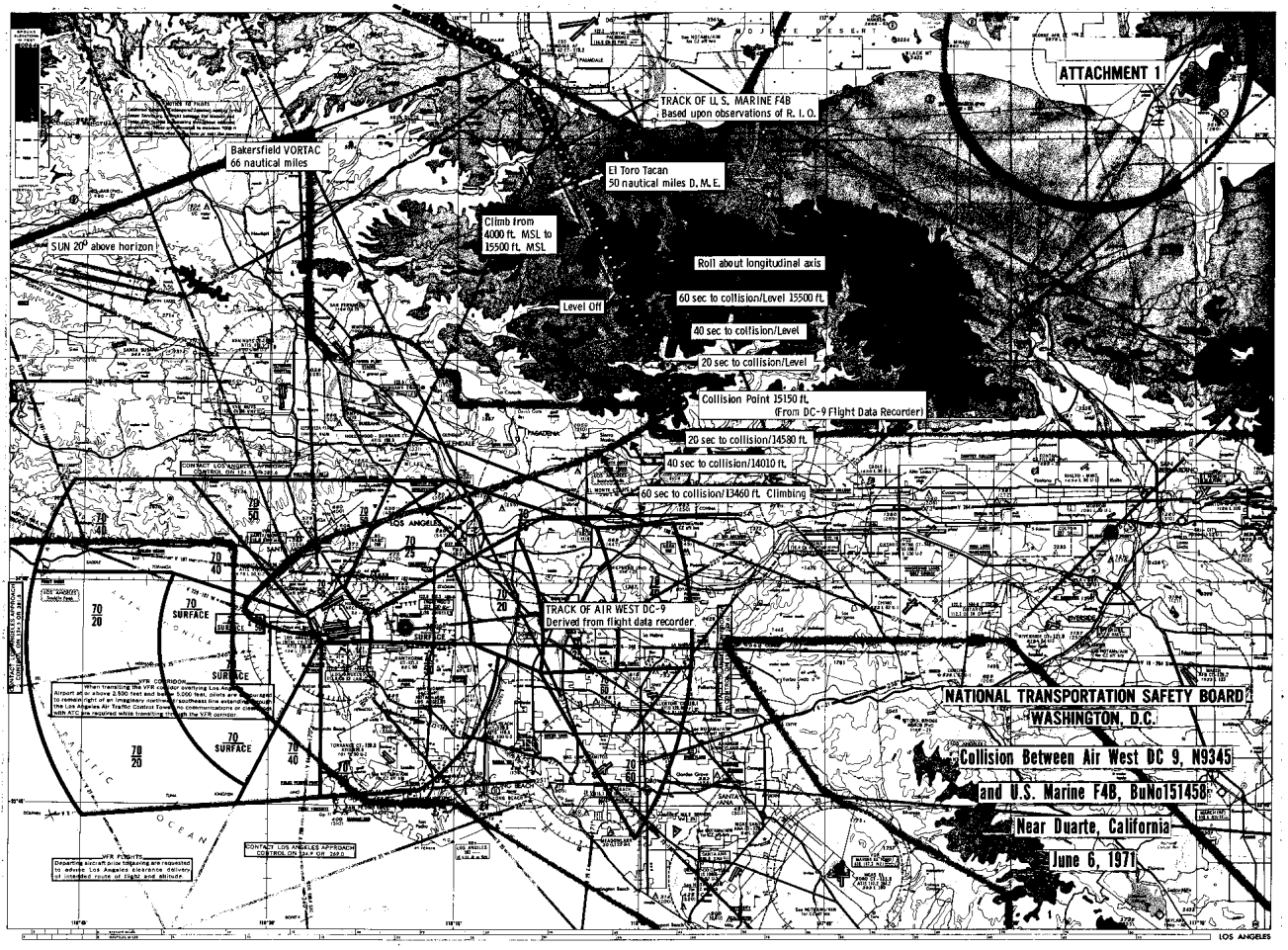
Zona di collisione. Fonte: rapporto sull'incidente dell'NTSB

L'aereo di linea colpito si schiantò sul Monte Bliss nelle montagne di San Gabriel a un'altitudine di circa 900 m, dove la maggior parte dei rottami atterrò in una gola. I vigili del fuoco hanno inviato elicotteri di ricerca e soccorso sul luogo dell'incidente, ma gli sforzi sono stati ostacolati dalla fitta nebbia. Inizialmente furono trovati nove corpi sul luogo dell'incidente, alcuni dei quali intatti e ancora legati ai sedili. Le notizie riportate hanno indicato che questi corpi erano stati apparentemente lanciati via al momento dell'impatto e si erano fermati accanto alla sezione di coda dell'aereo.
Alcuni testimoni oculari hanno riferito che l'ala destra dell'F-4B ha colpito il centro della fusoliera dell'aereo di linea subito dopo aver eseguito un Tonneau. Altri testimoni hanno affermato che l'F-4B ha squarciato un grande buco nella fusoliera del DC-9, attraverso il quale sono fluiti documenti e bagagli mentre l'aereo di linea paralizzato cadeva. Sebbene i delegati dello sceriffo abbiano raccolto documenti con la scritta "Air West" e la data del 6 giugno, nessun bagaglio è stato recuperato.
Il National Transportation Safety Board (NTSB) ha indagato sull'incidente, assistito dal Corpo dei Marines, dalla Federal Aviation Administration (FAA), da Hughes Airwest e dalla Airline Pilots Association. Le prime dichiarazioni rilasciate dall'NTSB rivelarono che il caccia F-4B aveva tentato di allontanarsi dal DC-9 immediatamente prima dell'impatto e che ulteriori 3 m di spazio libero avrebbero evitato l'intera collisione. Inoltre, l'NTSB ha confermato che il caccia aveva colpito il DC-9 in due punti, con l'ala destra che aveva colpito la cabina passeggeri anteriore dell'aereo di linea e lo stabilizzatore verticale che aveva "tagliato" la cabina di pilotaggio.
Il DC-9 trasportava un primitivo registratore di dati di volo che registrava informazioni di base sulla velocità dell'aria, sull'accelerazione, sulla direzione e sull'altitudine dell'aereo su nastri di lamina metallica. Inoltre, l'aereo era dotato di un semplice Cockpit Voice Recorder che registrava tutte le conversazioni avvenute nella cabina di pilotaggio dell'aereo. Il registratore di volo fu recuperato dagli investigatori giovedì 10 giugno 1971 e inviato a Washington DC, per analisi. Sebbene sia stato ritrovato anche il registratore vocale, le misure di protezione termica avevano fallito e i nastri registrati erano stati distrutti da un incendio.

### Sopravvivenza

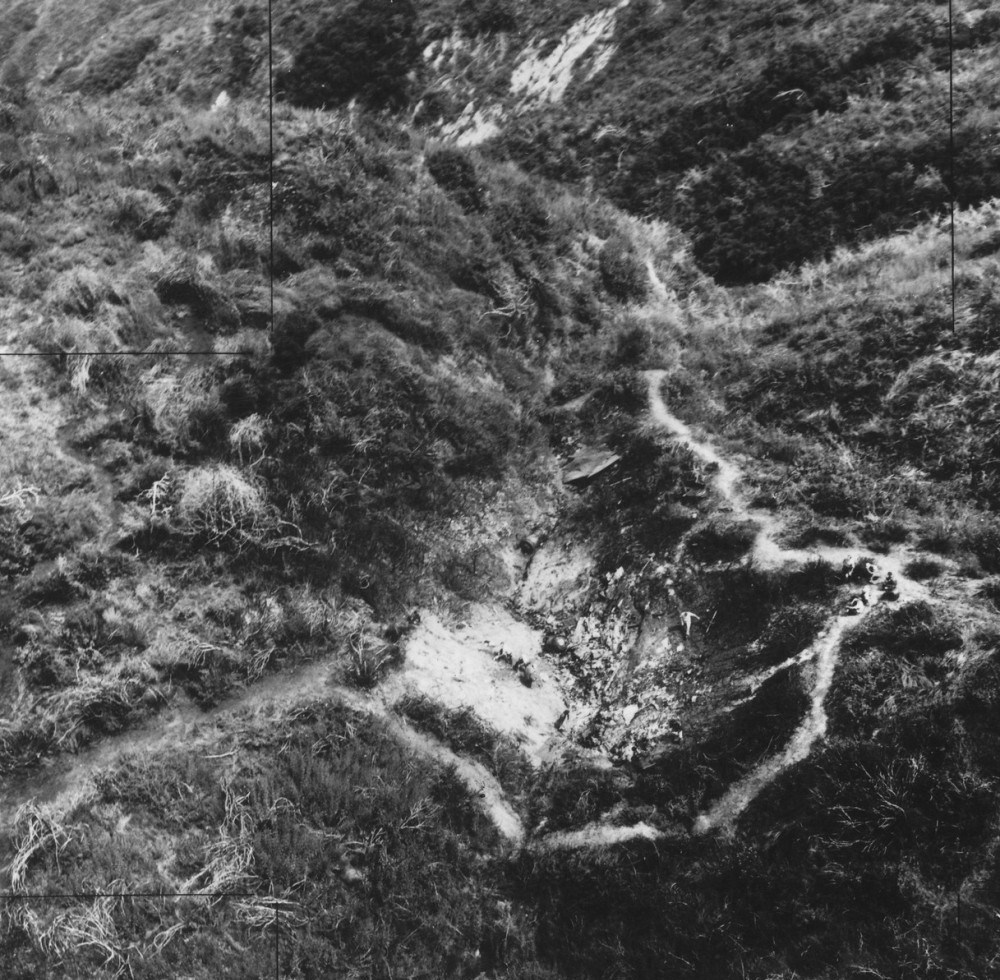
Il relitto dell'F-4 sul luogo dell'incidente

L'NTSB ha stabilito che era impossibile per qualsiasi passeggero a bordo dell'Hughes Airwest DC-9 sopravvivere alla collisione, alla disintegrazione e allo schianto dell'aereo. Sebbene un grave incendio a terra abbia devastato entrambi i luoghi dell'incidente, l'NTSB ha stabilito che tutte le vittime erano morte nell'incidente stesso.
È stato stabilito, tuttavia, che entrambi i membri dell'equipaggio a bordo del Marine F-4B avrebbero potuto sopravvivere alla collisione. Ulteriori indagini da parte dell'NTSB hanno rivelato un difetto di progettazione nei gruppi del sedile eiettabile e del tettuccio dell'aereo da caccia per cui il pilota probabilmente non sarebbe stato in grado di eiettarsi se l'ufficiale di intercettazione radar si fosse eiettato per primo. Poiché il design specifico dei sedili eiettabili installati nell'F-4B non era previsto per essere lanciati attraverso il tettuccio dell'aereo, un interruttore automatico impediva l'espulsione del sedile se il tettuccio era in posizione. Una volta sbloccata manualmente la calotta, il circuito del sedile eiettabile era completato e poteva essere azionato. Questo design specifico del sedile eiettabile, tuttavia, tendeva a non essere in grado di completare il circuito nel sedile eiettabile del pilota se il sedile eiettabile di poppa veniva attivato per primo. L'aereo F-4B era in procinto di essere modificato con un tettuccio di nuova concezione quando si è verificata la collisione. Gli aerei con sede presso MCAS El Toro avrebbero dovuto iniziare gli aggiornamenti nel luglio 1971; al momento della collisione il '458' stava ancora operando con la configurazione originale del tettuccio e di conseguenza il pilota non poteva eiettarsi dall'aereo.

### Causa probabile e raccomandazioni
L'NTSB pubblicò il rapporto finale sull'incidente il 30 agosto 1972. Il rapporto concludeva:
(National Transportation Safety Board)
Nel corso delle indagini sull'incidente, l'NTSB ha tentato di ricreare le condizioni dell'incidente per determinare la visibilità di BuNo458 il 6 giugno. Hanno anche calcolato che la loro velocità di chiusura era di circa 1.000 piedi/s (300 m/s), simile a la velocità iniziale di un proiettile calibro .45. L'NTSB, la Federal Aviation Administration (FAA) e il Corpo dei Marines hanno pilotato una serie di caccia F-4B lungo le traiettorie di volo descritte da Schiess, l'ufficiale di intercettazione radar e da vari testimoni. Sebbene i test siano stati sufficienti per determinare la difficoltà nel localizzare e identificare il caccia sul radar, molte altre variabili coinvolte nell'incidente del 6 giugno, comprese le condizioni deteriorate del "458", hanno compromesso la validità dello studio. Questa incapacità di accertare le azioni e le circostanze esatte dei controllori del traffico aereo ha portato l'NTSB a raccomandare alla FAA di installare sia la sorveglianza video che quella audio in tutte le aree di controllo del traffico aereo.
Il rapporto dell'NTSB includeva un totale di cinque raccomandazioni per la FAA. Queste raccomandazioni includevano: installazione di registratori per display radar, installazione di registratori di conversazioni audio presso le strutture di controllo del traffico aereo; realizzazione di corridoi di salita e discesa sotto controllo positivo ATC in prossimità degli aerostazioni; e stabilendo procedure più definitive per la ricezione e la gestione del transponder di emergenza codice 7700. Inoltre, l'NTSB ha fortemente raccomandato che la FAA e il Dipartimento della Difesa cooperino per sviluppare un programma, nelle aree in cui esiste una grande mescolanza di traffico civile e militare, per garantire che appropriate rappresentazioni grafiche dell’utilizzo dello spazio aereo e dei tipici schemi di flusso siano esposte in modo ben visibile in tutti gli aeroporti e basi operative a beneficio di tutti gli utenti dello spazio aereo.
Oltre a queste raccomandazioni, l'NTSB ha anche raccomandato al Dipartimento della Difesa di limitare le operazioni di aeromobili ad alta velocità e a bassa quota nei corridoi aerei civili, di considerare le tecnologie per evitare le collisioni sugli aerei militari e di informare i piloti militari del servizio di consulenza radar della FAA.

## Conseguenze
I membri del Congresso Sherman P. Lloyd (R-Utah) e Henry S. Reuss (D-Wis) hanno entrambi denunciato le azioni del caccia a reazione dei Marine, che i media all'epoca indicavano che era stato "acrobatico" prima della collisione. In realtà, la manovra di rollio degli alettoni a 360° eseguita dal pilota del caccia consisteva nell'osservare il traffico aereo sopra o sotto l'aereo. Lloyd ha affermato che gli aerei militari dovrebbero essere tenuti a stabilire un contatto con i controllori del traffico aereo quando entrano nei corridoi aerei ad alto traffico e intorno agli aeroporti, mentre Reuss ha sostenuto il divieto totale degli aerei militari da qualsiasi corridoio aereo civile ad alto traffico. Il senatore Frank Moss (D-UT) sponsorizzò un disegno di legge nel dicembre 1971 che avrebbe richiesto l'installazione di dispositivi anticollisione su tutti gli aerei entro il 1975.
La VFR e la dottrina "vedere ed evitare" sono state oggetto di aspre critiche da parte della stampa. Oscar M. Laurel, membro della squadra del National Transportation Safety Board (NTSB) che indagò sull'incidente, è stato ampiamente citato dicendo che ora "potrebbe essere un buon momento per dare un'altra occhiata" ai voli VFR vicino alle aree metropolitane.
La validità della dottrina "vedi ed evita" come mezzo sicuro per la navigazione aerea è stata un punto di contesa tra l'NTSB e la Federal Aviation Administration (FAA). L'NTSB aveva criticato la dottrina in diversi scontri precedenti. La FAA ha confutato questi risultati e ha insistito sul fatto che, indipendentemente dalla modalità operativa, è dovere del pilota dell'aereo essere consapevole della presenza di qualsiasi aereo nelle sue immediate vicinanze.
Nel marzo 1971, l'NTSB pubblicò un rapporto che riassumeva i risultati di uno studio sulle collisioni a mezz'aria. Il rapporto indicava che 204 dei 396 morti negli incidenti aerei di linea negli Stati Uniti dal 1967 si erano verificati in collisioni a mezz'aria. Inoltre, le situazioni di quasi incidente che hanno coinvolto aerei di linea si sono verificate in media almeno una volta al giorno, con le aree di Los Angeles e New York considerate particolarmente ad alto rischio. Infine, il rapporto rileva che l’attuale tendenza delle vittime aeree indica che altre 528 persone moriranno in collisioni in volo nei successivi dieci anni. Queste cifre non includevano le vittime del volo 706.
Uno studio della FAA del 1968 aveva rilevato che un quarto dei 2.230 incidenti aerei mancati segnalati quell'anno avevano coinvolto un aereo militare. In seguito alla collisione in volo del volo 706, la FAA e le forze armate statunitensi hanno concordato di ridurre i voli VFR e di operare invece in IFR. Questa transizione richiederebbe agli aerei militari di compilare piani di volo e obbedire ai controllori del traffico aereo civili.
Il 21 giugno 1971, 15 giorni dopo la collisione, l'Associazione dei piloti di linea e l'Organizzazione dei controllori del traffico aereo professionale rilasciarono una dichiarazione congiunta, chiedendo alla FAA una serie di norme di sicurezza che includevano un limite di velocità di 250 nodi (290 mph; 460 km /h) per gli aeromobili che operano in VFR. Altre richieste includevano l'installazione di transponder su tutti gli aerei per amplificare la presenza dell'aereo sugli schermi radar e la rivalutazione del VFR a causa della maggiore complessità, congestione e velocità dei moderni viaggi aerei.

### Contenzioso
Una settimana dopo l'incidente, le famiglie di vari passeggeri a bordo del volo 706 iniziarono a intentare cause legali e atti giudiziari contro Hughes Airwest e, successivamente, il governo degli Stati Uniti. Il primo deposito è stato da parte della famiglia di Keith A. Gabel, che ha presentato una mozione per perpetuare la testimonianza nel distretto centrale della California il 16 giugno 1971. Una mozione per perpetuare la testimonianza richiede che il tribunale emetta un ordine del tribunale per la deposizione di una persona a essere intrapresa, e può essere eseguita prima che una causa venga intentata ai sensi delle norme federali di procedura civile.
Le azioni legali contro il governo degli Stati Uniti sono state ritardate di sei mesi dal Federal Tort Claims Act. Nel gennaio 1972, la famiglia Gabel intentò una causa contro gli Stati Uniti contenente accuse di class action e chiese un "giudizio dichiarativo sulla questione della responsabilità". La commissione giudiziaria sui contenziosi multidistrettuali ha deciso di spostare tutte le azioni giudiziarie correlate al distretto centrale della California. Undici azioni furono trasferite nel luglio 1972. Il tribunale distrettuale degli Stati Uniti ordinò che tutte le 72 azioni depositate in altri tribunali distrettuali fossero trasferite alla giurisdizione del distretto centrale il 19 marzo 1973.
Il 30 agosto 1972 tutti i casi furono riuniti in un unico caso per determinare la responsabilità. I casi contro gli Stati Uniti, Hughes Airwest e Hughes Air Corporation furono consolidati in un'unica azione legale collettiva nell'ottobre 1972. Il 5 aprile 1973, Hughes Airwest e il governo degli Stati Uniti concordarono di non contestare la questione della responsabilità. La maggior parte dei ricorrenti stabilì entro dicembre 1973 il pagamento di vari importi negoziati.

## Cultura di massa
La storia dell'incidente è stata raccontata nella tredicesima stagione della serie TV canadese Indagini ad alta quota in un episodio intitolato "Scontro ad alta quota".